# Шаблон делегирования
Делегирование (англ. Delegation) — основной шаблон проектирования, в котором объект внешне выражает некоторое поведение, но в реальности передаёт ответственность за выполнение этого поведения связанному объекту. Шаблон делегирования является фундаментальной абстракцией, на основе которой реализованы другие шаблоны -  композиция (также называемая агрегацией), примеси (mixins) и аспекты (aspects).

## Плюсы
Возможность изменить поведение конкретного экземпляра объекта вместо создания нового класса путём наследования.

## Минусы
Этот шаблон обычно затрудняет оптимизацию по скорости в пользу улучшенной чистоты абстракции.

## Применимость

### Java
Хотя делегирование не поддерживается языком Java, его поддержка присутствует во многих средах разработки.

## Примеры

### Java

#### Простой пример
В этом примере на языке Java, класс B имеет метод-заглушку (method stub), который передаёт методы foo() и bar() классу A. Класс B делает вид, что он имеет атрибуты класса A.
```
class
 
A
 
{

    
void
 
foo
()
 
{

        
System
.
out
.
println
(
"A: вызван метод foo()"
);

    
}

    
void
 
bar
()
 
{

        
System
.
out
.
println
(
"A: вызван метод bar()"
);
 

    
}

}

class
 
B
 
{

    
// Создаём объект, методам которого будет делегироваться поведение.

    
A
 
a
 
=
 
new
 
A
();

    
void
 
foo
()
 
{

        
a
.
foo
();

    
}

    
void
 
bar
()
 
{

        
a
.
bar
();

    
}

}

public
 
class
 
Main
 
{

    
public
 
static
 
void
 
main
(
String
[]
 
args
)
 
{

        
B
 
b
 
=
 
new
 
B
();

        
b
.
foo
();

        
b
.
bar
();

    
}

}

```

#### Сложный пример
Используя интерфейсы, делегирование можно осуществить более гибко и c защитой типов (typesafe). В этом примере, класс C может делегировать либо классу A либо классу B. Класс C имеет методы для переключения между классами A и B. Включение расширения implements улучшает безопасность типа, потому что каждый класс должен выполнять методы в интерфейсе. Основным недостатком является большее количество кода.
Приведем пример. Допустим, нужно реализовать таймер таким образом, чтобы через определённое количество времени вызывалась некоторая функция. Программист таймера хочет предоставить задание функции пользователям своего класса (другим программистам).
```
/**

 * Интерфейс описывает действие, которое будет вызываться при наступлении

 * события от таймера.

 */

interface
 
TimerAction
 
{

    
void
 
onTime
();

}

class
 
WakeUpAction
 
implements
 
TimerAction
 
{

    
@Override

    
public
 
void
 
onTime
()
 
{

        
System
.
out
.
println
(
"Пора вставать!"
);

    
}

}

class
 
ChickenIsReadyAction
 
implements
 
TimerAction
 
{

    
@Override

    
public
 
void
 
onTime
()
 
{

        
System
.
out
.
println
(
"Цыплёнок готов!"
);

    
}

}

/**

 * Класс таймера. При определённых условиях вызывается действие TimerAction. 

 */

class
 
Timer
 
{

    
TimerAction
 
action
;

    
/**

     * Функция, которую вызывает программист для установки времени.

     */

    
void
 
run
()
 
{

        
if
 
(
isTime
())
 
{

            
action
.
onTime
();

        
}

    
}

    
/**

     * Некоторая функция, которая берет на себя всю работу со временем. Её

     * реализация не интересна в данном контексте.

     * 

     * @return

     */

    
private
 
boolean
 
isTime
()
 
{

        
return
 
true
;

    
}

    
public
 
static
 
void
 
main
(
String
[]
 
args
)
 
{

        
System
.
out
.
println
(
"Введите тип действия:"
);

        
Scanner
 
scanner
 
=
 
new
 
Scanner
(
System
.
in
);

        
String
 
actionType
 
=
 
scanner
.
nextLine
();

        
Timer
 
timer
 
=
 
new
 
Timer
();

        

        
if
 
(
actionType
.
equalsIgnoreCase
(
"set wake up timer"
))
 
{

            
timer
.
action
 
=
 
new
 
WakeUpAction
();

        
}
 
else
 
if
 
(
actionType
.
equalsIgnoreCase
(
"set chicken timer"
))
 
{

            
timer
.
action
 
=
 
new
 
ChickenIsReadyAction
();

        
}

        

        
timer
.
run
();

    
}

```

### C++

#### Сложный пример
Этот пример — это версия на C++ сложного примера на Java, приведённого выше. Так как C++ не имеет конструкции интерфейса, ту же самую роль играет полностью абстрактный класс. Преимущества и недостатки в основном те же самые, что и в примере на Java.
```
#include
 
<iostream>

class
 
I
 
{

   
public
:

      
virtual
 
void
 
f
()
 
=
 
0
;

      
virtual
 
void
 
g
()
 
=
 
0
;

};

class
 
A
 
:
 
public
 
I
 
{

   
public
:

      
void
 
f
()
 
{
 
std
::
cout
 
<<
 
"A: вызываем метод f()"
 
<<
 
std
::
endl
;
 
}

      
void
 
g
()
 
{
 
std
::
cout
 
<<
 
"A: вызываем метод g()"
 
<<
 
std
::
endl
;
 
}

};

class
 
B
 
:
 
public
 
I
 
{

   
public
:

      
void
 
f
()
 
{
 
std
::
cout
 
<<
 
"B: вызываем метод f()"
 
<<
 
std
::
endl
;
 
}

      
void
 
g
()
 
{
 
std
::
cout
 
<<
 
"B: вызываем метод g()"
 
<<
 
std
::
endl
;
 
}

};

class
 
C
 
:
 
public
 
I
 
{

   
public
:

     
// Конструктор

      
C
()
 
:
 
m_i
 
(
 
new
 
A
()
 
)
 
{
 
}

     
// Деструктор

      
virtual
 
~
C
()
 
{

         
delete
 
m_i
;

      
}

      
void
 
f
()
 
{
 
m_i
->
f
();
 
}

      
void
 
g
()
 
{
 
m_i
->
g
();
 
}

     
// Этими методами меняем поле-объект, чьи методы будем делегировать

      
void
 
toA
()
 
{

         
delete
 
m_i
;

         
m_i
 
=
 
new
 
A
();

      
}

      
void
 
toB
()
 
{

         
delete
 
m_i
;

         
m_i
 
=
 
new
 
B
();

      
}

   
private
:

     
// Объявляем объект методы которого будем делегировать

      
I
 
*
 
m_i
;

};

int
 
main
()
 
{

   
C
 
c
;

   
c
.
f
();

   
c
.
g
();

   
c
.
toB
();

   
c
.
f
();

   
c
.
g
();

   
return
 
0
;

}

/* Output:

A: вызываем метод f()

A: вызываем метод g()

B: вызываем метод f()

B: вызываем метод g()

*/

```

### C#
```
namespace
 
Patterns

{

    
interface
 
I

    
{

        
void
 
f
();

        
void
 
g
();

    
}

    
class
 
A
 

      
:
 
I

    
{

        
public
 
void
 
f
()

        
{

            
System
.
Console
.
WriteLine
(
"A: вызываем метод f()"
);

        
}

        
public
 
void
 
g
()

        
{

            
System
.
Console
.
WriteLine
(
"A: вызываем метод g()"
);

        
}

    
}

    
class
 
B
 

      
:
 
I

    
{

        
public
 
void
 
f
()

        
{

            
System
.
Console
.
WriteLine
(
"B: вызываем метод f()"
);

        
}

        
public
 
void
 
g
()

        
{

            
System
.
Console
.
WriteLine
(
"B: вызываем метод g()"
);

        
}

    
}

    
class
 
C
 

      
:
 
I

    
{

        
// Создаём объект, методы которого будем делегировать

        
I
 
i
 
=
 
new
 
A
();

        
public
 
void
 
f
()

        
{

            
i
.
f
();

        
}

        
public
 
void
 
g
()

        
{

            
i
.
g
();

        
}

        
// Этими методами меняем поле-объект, чьи методы будем делегировать

        
public
 
void
 
toA
()

        
{

            
i
 
=
 
new
 
A
();

        
}

        
public
 
void
 
toB
()

        
{

            
i
 
=
 
new
 
B
();

        
}

    
}

    
class
 
DelegatePattern

    
{

        
static
 
void
 
Main
(
 
string
[]
 
args
 
)

        
{

            
C
 
c
 
=
 
new
 
C
();

            
c
.
f
();

            
c
.
g
();

            
c
.
toB
();

            
c
.
f
();

            
c
.
g
();

            
System
.
Console
.
ReadKey
();

        
}

    
}

}

```

#### Нетривиальный пример
Это пример случая, часто встречающегося в практике. Стоит задача создать класс для хранения списка сотрудников. Данные каждого сотрудника хранятся в объекте класса Employee. Есть уже готовый и стандартный класс для хранения списка объектов Employee. В нём уже реализованы механизмы для работы со списком (к примеру — выделение памяти, добавление и удаление из списка). Наследование класса списка сотрудников от класса списка объектов здесь неприемлемо, потому как мы получим все методы (даже те, которые нас не интересуют). Кроме того нам придётся в некоторых случаях производить приведение типов. Самый элегантный выход из этого случая — делегировать классу списка сотрудников часть методов класса списка объектов. В правилах ООП лучше всего список объектов представить частным (приватным) методом списка сотрудников. В данном случае доступ к списку возможен через индексатор.
```
using
 
System
;

using
 
System.Collections.Generic
;

using
 
System.Linq
;

using
 
System.Text
;

namespace
 
Employees

{

    
/// <summary>

    
/// Класс для хранения данных о сотруднике.

    
/// </summary>

    
class
 
Employee

    
{

        
private
 
string
 
name
;

        
private
 
string
 
department
;

        

        
public
 
Employee
(
string
 
name
,
 
string
 
departament
)

        
{

            
this
.
name
 
=
 
name
;

            
this
.
department
 
=
 
departament
;

        
}

        
/// <summary>

        
/// Имя сотрудника.

        
/// </summary>

        
public
 
string
 
Name

        
{

            
get
 
{
 
return
 
this
.
name
;
 
}

        
}

        
/// <summary>

        
/// Отдел работы.

        
/// </summary>

        
public
 
string
 
Department

        
{

            
get
 
{
 
return
 
this
.
department
;
 
}

        
}

    
}

    
/// <summary>

    
/// Класс для хранения списка сотрудников.

    
/// </summary>

    
class
 
EmployeesList

    
{

        
private
 
List
<
Employee
>
 
employees
 
=
 
new
 
List
<
Employee
>
();

        

        
/// <summary>

        
/// Свойство для получения и записи сотрудника по индексу.

        
/// </summary>

        
/// <param name="index">Индекс сотрудника.</param>

        
/// <returns>Сотрудник.</returns>

        
public
 
Employee
 
this
[
int
 
index
]

        
{

            
get

            
{

                
return
 
employees
[
index
];

            
}

            
set

            
{

                
employees
[
index
]
 
=
 
value
;

            
}

        
}

        
/// <summary>

        
/// Добавление нового сотрудника.

        
/// </summary>

        
/// <param name="employee">Новый сотрудник.</param>

        
public
 
void
 
Add
(
Employee
 
employee
)

        
{

            
employees
.
Add
(
employee
);

        
}

        

        
/// <summary>

        
/// Удаление существующего сотрудника.

        
/// </summary>

        
/// <param name="employee">Сотрудник для удаления.</param>

        
public
 
void
 
Remove
(
Employee
 
employee
)

        
{

            
employees
.
Remove
(
employee
);

        
}

        

        
/// <summary>

        
/// Последовательный поиск сотрудника по имени.

        
/// </summary>

        
/// <param name="name">Имя сотрудника.</param>

        
/// <param name="offset">Позиция, с которой следует начинать поиск.</param>

        
/// <returns>Индекс сотрудника.</returns>

        
public
 
int
 
GetIndexOfEmployeeByName
(
string
 
name
,
 
int
 
offset
 
=
 
0
)

        
{

            
for
 
(
int
 
i
 
=
 
offset
;
 
i
 
<
 
employees
.
Count
;
 
i
++
)

            
{

                
if
 
(
employees
[
i
].
Name
 
==
 
name
)

                
{

                    
return
 
i
;

                
}

            
}

            
return
 
-
1
;

        
}

    
}

    

    
class
 
Program

    
{

        
static
 
void
 
Main
(
string
[]
 
args
)

        
{

            
//Создание списка сотрудников и добавление записей в него

            
EmployeesList
 
empList
 
=
 
new
 
EmployeesList
();

            
empList
.
Add
(
new
 
Employee
(
"Шлёнский Дмитрий"
,
 
"web студия"
));

            
empList
.
Add
(
new
 
Employee
(
"Кусый Назар"
,
 
"web студия"
));

            
empList
.
Add
(
new
 
Employee
(
"Сорока Орест"
,
 
"web студия"
));

            
//Поиск сотрудника Кусый Назар и вывод результата при поиске с начала и со 2-й позиции

            
Console
.
WriteLine
(
empList
.
GetIndexOfEmployeeByName
(
"Кусый Назар"
).
ToString
());

            
Console
.
WriteLine
(
empList
.
GetIndexOfEmployeeByName
(
"Кусый Назар"
,
 
2
).
ToString
());

            
//Поиск и удаление сотрудника Сорока Орест

            
empList
.
Remove
(
empList
[
empList
.
GetIndexOfEmployeeByName
(
"Сорока Орест"
)]);

        
}

    
}

}

```

```
using
 
System
;

using
 
System.Collections.Generic
;

using
 
System.Linq
;

using
 
System.Text
;

namespace
 
Employees

{

    
/// <summary>

    
/// Класс для хранения данных о сотруднике.

    
/// </summary>

    
class
 
Employee

    
{

        
private
 
string
 
name
;

        
private
 
string
 
department
;

        

        
public
 
Employee
(
string
 
name
,
 
string
 
departament
)

        
{

            
this
.
name
 
=
 
name
;

            
this
.
department
 
=
 
departament
;

        
}

        
/// <summary>

        
/// Имя сотрудника.

        
/// </summary>

        
public
 
string
 
Name

        
{

            
get
 
{
 
return
 
this
.
name
;
 
}

        
}

        
/// <summary>

        
/// Отдел работы.

        
/// </summary>

        
public
 
string
 
Department

        
{

            
get
 
{
 
return
 
this
.
department
;
 
}

        
}

    
}

    
/// <summary>

    
/// Класс для хранения списка сотрудников.

    
/// </summary>

    
class
 
EmployeesList

    
{

        
private
 
List
<
Employee
>
 
employees
 
=
 
new
 
List
<
Employee
>
();

        

        
/// <summary>

        
/// Свойство для получения и записи сотрудника по индексу.

        
/// </summary>

        
/// <param name="index">Индекс сотрудника.</param>

        
/// <returns>Сотрудник.</returns>

        
public
 
Employee
 
this
[
int
 
index
]

        
{

            
get

            
{

                
return
 
employees
[
index
];

            
}

            
set

            
{

                
employees
[
index
]
 
=
 
value
;

            
}

        
}

        
/// <summary>

        
/// Свойство для получения и записи сотрудника по имени.

        
/// </summary>

        
/// <param name="name">Имя сотрудника.</param>

        
/// <returns>Первого сотрудник, у которого совпало имя или null</returns>

        
public
 
Employee
 
this
[
string
 
name
]

        
{

            
get

            
{

                
foreach
 
(
Employee
 
item
 
in
 
employees
)
 

                
{

                    
if
 
(
item
.
Name
 
==
 
name
)

			        
return
 
item
;

		        
}

		        
return
 
null
;

            
}

        
}

        
/// <summary>

        
/// Добавление нового сотрудника.

        
/// </summary>

        
/// <param name="employee">Новый сотрудник.</param>

        
public
 
void
 
Add
(
Employee
 
employee
)

        
{

            
employees
.
Add
(
employee
);

        
}

        

        
/// <summary>

        
/// Удаление существующего сотрудника.

        
/// </summary>

        
/// <param name="employee">Сотрудник для удаления.</param>

        
public
 
void
 
Remove
(
Employee
 
employee
)

        
{

            
employees
.
Remove
(
employee
);

        
}

        
/// <summary>

        
/// Последовательный поиск сотрудника по имени.

        
/// </summary>

        
/// <param name="name">Имя сотрудника.</param>

        
/// <param name="offset">Позиция, с которой следует начинать поиск.</param>

        
/// <returns>Индекс сотрудника.</returns>

        
public
 
int
 
GetIndexOfEmployeeByName
(
string
 
name
,
 
int
 
offset
)

        
{

            
int
 
index
 
=
 
-
1
;

            
for
 
(
int
 
i
 
=
 
offset
;
 
i
 
<
 
employees
.
Count
;
 
i
++
)

            
{

                
if
 
(
employees
[
i
].
Name
 
==
 
name
)

                
{

                    
index
 
=
 
i
;

                    
break
;

                
}

            
}

            
return
 
index
;

        
}

        
/// <summary>

        
/// Последовательный поиск сотрудника по имени.

        
/// </summary>

        
/// <param name="name">Имя сотрудника.</param>

        
/// <returns>Индекс сотрудника.</returns>

        
public
 
int
 
GetIndexOfEmployeeByName
(
string
 
name
)

        
{
            

            
return
 
GetIndexOfEmployeeByName
(
name
,
 
0
);

        
}
        

    
}

    

    
class
 
Program

    
{

        
static
 
void
 
Main
(
string
[]
 
args
)

        
{

            
//Создание списка сотрудников и добавление записей в него

            
EmployeesList
 
empList
 
=
 
new
 
EmployeesList
();

            
empList
.
Add
(
new
 
Employee
(
"Шлёнский Дмитрий"
,
 
"web студия"
));

            
empList
.
Add
(
new
 
Employee
(
"Кусый Назар"
,
 
"web студия"
));

            
empList
.
Add
(
new
 
Employee
(
"Сорока Орест"
,
 
"web студия"
));

            
//Поиск сотрудника Кусый Назар и вывод результата при поиске с начала и со 2-й позиции

            
Console
.
WriteLine
(
empList
.
GetIndexOfEmployeeByName
(
"Кусый Назар"
).
ToString
());

            
Console
.
WriteLine
(
empList
.
GetIndexOfEmployeeByName
(
"Кусый Назар"
,
 
2
).
ToString
());

            
//Поиск и удаление сотрудника Сорока Орест

            
empList
.
Remove
(
empList
[
"Сорока Орест"
]);

        
}

    
}

}

```

### Objective-C 2.0

#### Простой пример
```
enum
 
{

	
GLEngineChangeView

};

@interface
 
GLEngine
 : 
NSObject
 
{

	

	
id
 
_delegate
;

	
BOOL
 
_event
[
NUM
];
 

}

-
 
(
id
)
 
delegate
;

-
 
(
void
)
 
setDelegate:
 
(
id
)
 
delegate
;

-
 
(
void
)
 
changeView:
 
(
GLView
 
*
)
 
view
;

@end

@protocol
 
GLEngineDelegate
 
<
NSObject
>

@optional

-
 
(
BOOL
)
 
engine
:
 
(
GLEngine
 
*
)
 
engine
 
changeView
:
 
(
GLView
 
*
)
 
view
;

@end

```

```
@interface
 
GLEngine
 
(Internal)

-
 
(
void
)
 
registerDelegate
;

@end

@implementation
 
GLEngine

-
 
(
id
)
 
delegate
 
{

	

	
return
 
_delegate
;

}

-
 
(
void
)
 
setDelegate:
 
(
id
)
 
delegate
 
{

	

	
_delegate
 
=
 
delegate
;

	
[
self
 
registerDelegate
];

}

-
 
(
void
)
 
changeView:
 
(
GLView
 
*
)
 
view
 
{

	

	
if
 
(
_event
[
GLEngineChangeView
])
 
{

		
// делегируем запрос

		
if
 
([
_delegate
 
engine
:
 
self
 
changeView
:
 
view
])
 
{

			
// используем изменённый вид

		
}

        
else
 
{

		       
// запрос не был обработан 

		
}

	
}

	
// или используем стандартный способ

}

-
 
(
void
)
 
registerDelegate
 
{

	

	
if
 
([
_delegate
 
responseToSelector
:
 
@selector
(
engine
:
 
changeView
:
)])
 
{

		
_event
[
GLEngineChangeView
]
 
=
 
YES
;

	
}

}

@end

```

```
@interface
 
MyGLEngineDelegate
 : 
NSObject
 
<
GLEngineDelegate
>
 
{

	

	
// 

}

@end

```

```
@implementation
 
MyGLEngineDelegate

-
 
(
BOOL
)
 
engine:
 
(
Engine
 
*
)
 
engine
 
changeView:
 
(
GLView
 
*
)
 
view
 
{

	
// изменяем вид 

}

@end

```

### Object Pascal

#### Простой пример
```
  

  
type

    
IDelegateInterface
 
=
 
interface

      
procedure
 
Method1
;

      
procedure
 
Method2
;

    
end
;

    
TClassA
 
=
 
class
(
TInterfacedObject
,
 
IDelegateInterface
)

    
public

      
procedure
 
Method1
;

      
procedure
 
Method2
;

    
end
;

    
TClassB
 
=
 
class
(
TInterfacedObject
,
 
IDelegateInterface
)

    
public

      
procedure
 
Method1
;

      
procedure
 
Method2
;

    
end
;

    
TClassDel
 
=
 
class
(
TInterfacedObject
,
 
IDelegateInterface
)

    
private

      
FInterface
:
 
IDelegateInterface
;

    
public

      
procedure
 
Method1
;

      
procedure
 
Method2
;

      
procedure
 
ToClassA
;

      
procedure
 
ToClassB
;

    
end
;

  
implementation

  
{ TClassA }

  
procedure
 
TClassA
.
Method1
;

  
begin

    
Writeln
(
'TClassA.Method1'
)
;

  
end
;

  
procedure
 
TClassA
.
Method2
;

  
begin

    
Writeln
(
'TClassA.Method2'
)
;

  
end
;

  
{ TClassB }

  
procedure
 
TClassB
.
Method1
;

  
begin

    
Writeln
(
'TClassB.Method1'
)
;

  
end
;

  
procedure
 
TClassB
.
Method2
;

  
begin

    
Writeln
(
'TClassB.Method2'
)
;

  
end
;

  
{ TClassDel }

  
procedure
 
TClassDel
.
Method1
;

  
begin

    
FInterface
.
Method1
;

  
end
;

  
procedure
 
TClassDel
.
Method2
;

  
begin

    
FInterface
.
Method2
;

  
end
;

  
procedure
 
TClassDel
.
ToClassA
;

  
begin

    
FInterface
 
:=
 
TClassA
.
Create
;

  
end
;

  
procedure
 
TClassDel
.
ToClassB
;

  
begin

    
FInterface
 
:=
 
TClassB
.
Create
;

  
end
;

```

#### Нетривиальный пример
Этот пример — это версия на Object Pascal нетривиального примера, приведённого выше.
```
 
unit
 
UnitEmployeers
;

 
interface

 
uses

   
Contnrs
;

 
type

   
// Класс для хранения данных о сотруднике

   
TEmployee
 
=
 
class

   
private

     
FName
:
 
string
;

     
FDepartament
:
 
string
;

   
public

     
constructor
 
Create
(
Name
,
 
Departament
:
 
string
)
;

   
published

     
property
 
Name
:
 
string
 
read
 
FName
;

     
property
 
Departament
:
 
string
 
read
 
FDepartament
;

   
end
;

   
// Класс для хранения списка сотрудников

   
TEmployeersList
 
=
 
class

   
private

     
// Объект класса "список объектов"

     
FEmployeersList
:
 
TObjectList
;

     
function
 
GetEmployee
(
Index
:
 
Integer
)
:
 
TEmployee
;

     
procedure
 
SetEmployee
(
Index
:
 
Integer
;
 
const
 
Value
:
 
TEmployee
)
;

   
public

     
constructor
 
Create
;

     
destructor
 
Destroy
;
 
override
;

     
function
 
Add
(
Employee
:
 
TEmployee
)
:
 
Integer
;

     
procedure
 
Remove
(
Employee
:
 
TEmployee
)
;

     
function
 
IndexEmployeeByName
(
Name
:
 
string
;
 
Offset
:
 
Integer
 
=
 
0
)
:
 
Integer
;

     
property
 
Employeers
[
Index
:
 
Integer
]
:
 
TEmployee
 
read
 
GetEmployee
 
write
 
SetEmployee
;
 
default
;

   
end
;

 
implementation

 
{ TEmployee }

 
constructor
 
TEmployee
.
Create
(
Name
,
 
Departament
:
 
string
)
;

 
begin

   
FName
 
:=
 
Name
;

   
FDepartament
 
:=
 
Departament
;

 
end
;

 
{ TEmployeersList }

 
constructor
 
TEmployeersList
.
Create
;

 
begin

   
// Создаём объект методы которого будем делегировать

   
FEmployeersList
 
:=
 
TObjectList
.
Create
;

 
end
;

 
destructor
 
TEmployeersList
.
Destroy
;

 
begin

   
FEmployeersList
.
Free
;

   
inherited
;

 
end
;

 
function
 
TEmployeersList
.
GetEmployee
(
Index
:
 
Integer
)
:
 
TEmployee
;

 
begin

   
Result
 
:=
 
FEmployeersList
[
Index
]
 
as
 
TEmployee
;

 
end
;

 
procedure
 
TEmployeersList
.
SetEmployee
(
Index
:
 
Integer
;
  
const
 
Value
:
 
TEmployee
)
;

 
begin

   
FEmployeersList
[
Index
]
 
:=
 
Value
;

 
end
;

 
function
 
TEmployeersList
.
IndexEmployeeByName
(
Name
:
 
string
;
 
Offset
:
 
Integer
 
=
 
0
)
:
 
Integer
;

 
// Последовательный поиск сотрудника по имени

 
// Через аргумент Offset можно задавать позицию с которой вести поиск.

 
// Если сотрудник не найден вернёт значение меньше ноля (-1)

 
var

   
Index
:
 
Integer
;

 
begin

   
Result
 
:=
 
-
1
;
 
// Предполагаем что его нет в списке

   
for
 
Index
 
:=
 
FEmployeersList
.
Count
 
-
 
1
 
downto
 
Offset
 
do

     
if
 
(
FEmployeersList
[
Index
]
 
as
 
TEmployee
)
.
Name
 
=
 
Name
 
then

     
begin

       
Result
 
:=
 
Index
;

       
Exit
;

     
end
;

 
end
;

 
function
 
TEmployeersList
.
Add
(
Employee
:
 
TEmployee
)
:
 
Integer
;

 
begin

   
Result
 
:=
 
FEmployeersList
.
Add
(
Employee
)
;

 
end
;

 
procedure
 
TEmployeersList
.
Remove
(
Employee
:
 
TEmployee
)
;

 
begin

   
FEmployeersList
.
Remove
(
Employee
)
;

 
end
;

 
end
.

```

К сожалению, не все программисты применяют шаблон делегирования. Например, фирма Borland (разработчик среды программирования Delphi) в своей стандартной библиотеке классов наследовала вышеупомянутый класс списка объектов TObjectList от класса списка указателей TList. Это вызвало недовольство среди некоторых опытных программистов.

### PHP5

#### Простой пример
Этот пример — это версия на PHP простого примера на Java, приведённого выше.
```
<?php

class
 
A
 
{

	
	
public
 
function
 
f
()
 
{

		
print
 
"А: Вызываем метод f()<br />"
;

	
}

	
public
 
function
 
g
()
 
{

		
print
 
"А: Вызываем метод g()<br />"
;

	
}

}

class
 
C
 
{

	
	
private
 
$_a
;

	
	
public
 
function
 
__construct
()
 
{

		
$this
->
_a
 
=
 
new
 
A
;

	
}

	
	
public
 
function
 
f
()
 
{

		
$this
->
_a
->
f
();

	
}

	
public
 
function
 
g
()
 
{

		
$this
->
_a
->
g
();

	
}

	
public
 
function
 
y
()
 
{

		
print
 
"C: вызываем метод y()<br />"
;

	
}

}

$obj
 
=
 
new
 
C
;

$obj
->
f
();

$obj
->
g
();

$obj
->
y
();

?>

```

#### Сложный пример
Этот пример — это версия на PHP сложного примера на Java, приведённого выше.
```
<?php

// используем интерфейс для безопасности типа

interface
 
I
 
{

	
public
 
function
 
f
();

	
public
 
function
 
g
();

}

class
 
A
 
implements
 
I
 
{

	
public
 
function
 
f
()
 
{

		
print
 
"А: Вызываем метод f()<br />"
;

	
}

	
public
 
function
 
g
()
 
{

		
print
 
"А: Вызываем метод g()<br />"
;

	
}

}

class
 
B
 
implements
 
I
 
{

	
public
 
function
 
f
()
 
{

		
print
 
"B: Вызываем метод f()<br />"
;

	
}

	
public
 
function
 
g
()
 
{

		
print
 
"B: Вызываем метод g()<br />"
;

	
}

}

class
 
C
 
implements
 
I
 
{

	
private
 
$_i
;

	
	
// создаём объект, методы которого будем делегировать

	
public
 
function
 
__construct
()
 
{

		
$this
->
_i
 
=
 
new
 
A
;

	
}

	
	
// этими методами меняем поле-объект, чьи методы будем делегировать

	
public
 
function
 
toA
()
 
{

		
$this
->
_i
 
=
 
new
 
A
;

	
}

	
public
 
function
 
toB
()
 
{

		
$this
->
_i
 
=
 
new
 
B
;

	
}

	
	
	
// делегированые методы

	
public
 
function
 
f
()
 
{

		
$this
->
_i
->
f
();

	
}

	
public
 
function
 
g
()
 
{

		
$this
->
_i
->
g
();

	
}

}

$obj
 
=
 
new
 
C
;

$obj
->
f
();

$obj
->
g
();

$obj
->
toB
();

$obj
->
f
();

$obj
->
g
();

?>

```

#### Нетривиальный пример
Этот пример — это версия на PHP нетривиального примера, приведённого выше.
```
<?php

// класс для хранения данных о сотруднике

class
 
Employee
 
{

	
	
private
 
$_name
;

	
private
 
$_departament
;

	
	
public
 
function
 
__construct
(
$name
,
 
$departament
)
 
{

		
$this
->
_name
 
=
 
$name
;

		
$this
->
_departament
 
=
 
$departament
;

	
}

	
	
public
 
function
 
getName
()
 
{

		
return
 
$this
->
_name
;

	
}

	
public
 
function
 
getDepartament
()
 
{

		
return
 
$this
->
_departament
;

	
}

}

// класс для хранения списка объектов

class
 
ObjectList
 
{

	
	
private
 
$_objList
;

	
	
public
 
function
 
__construct
()
 
{

		
$this
->
free
();

	
}

	
/**

         *чтобы не скучать!

         */

	
public
 
function
 
free
()
 
{

		
$this
->
_objList
 
=
 
array
();

	
}

	
	
public
 
function
 
count
()
 
{

		
return
 
count
(
$this
->
_objList
);

	
}

	
	
public
 
function
 
add
(
$obj
)
 
{

		
array_push
(
$this
->
_objList
,
 
$obj
);

	
}

	
	
public
 
function
 
remove
(
$obj
)
 
{

		
$k
 
=
 
array_search
(
 
$obj
,
 
$this
->
_objList
,
 
true
 
);

		
if
 
(
 
$k
 
!==
 
false
 
)
 
{

			
unset
(
 
$this
->
_objList
[
$k
]
 
);

		
}

	
}

	
	
public
 
function
 
get
(
$index
)
 
{

		
return
 
$this
->
_objList
[
$index
];

	
}

	
public
 
function
 
set
(
$index
,
 
$obj
)
 
{

		
$this
->
_objList
[
$index
]
 
=
 
$obj
;

	
}

}

// класс для хранения сотрудников

class
 
EmployeeList
 
{

	
// объект класса "список объектов"

	
private
 
$_employeersList
;

	
	
public
 
function
 
__construct
(){

		
// создаём объект методы которого будем делегировать

		
$this
->
_employeersList
 
=
 
new
 
ObjectList
;

	
}

	
public
 
function
 
getEmployer
(
$index
)
 
{

		
return
 
$this
->
_employeersList
->
get
(
$index
);

	
}

	
	
public
 
function
 
setEmployer
(
$index
,
 
Employee
 
$objEmployer
)
 
{

		
$this
->
_employeersList
->
set
(
$index
,
 
$objEmployer
);

	
}

	
	
public
 
function
 
__destruct
()
 
{

		
$this
->
_employeersList
->
free
();

	
}

	
	
public
 
function
 
add
(
Employee
 
$objEmployer
)
 
{

		
$this
->
_employeersList
->
add
(
$objEmployer
);

	
}

	
	
public
 
function
 
remove
(
Employee
 
$objEmployer
)
 
{

		
$this
->
_employeersList
->
remove
(
$objEmployer
);

	
}

	
	
// последовательный поиск сотрудника по имени

	
// через аргумент $offset можно задавать позицию с которой вести поиск.

	
// если сотрудник не найден вернёт значение меньше ноля (-1)

	
public
 
function
 
getIndexByName
(
$name
,
 
$offset
=
0
)
 
{

		
$result
 
=
 
-
1
;
 
// предполагаем, что его нету в списке

		
$cnt
 
=
 
$this
->
_employeersList
->
count
();

		
for
 
(
$i
 
=
 
$offset
;
 
$i
 
<
 
$cnt
;
 
$i
++
)
 
{

			
if
 
(
 
!
strcmp
(
 
$name
,
 
$this
->
_employeersList
->
get
(
$i
)
->
getName
()
 
)
 
)
 
{

				
$result
 
=
 
$i
;

				
break
;

			
}

		
}

		
return
 
$result
;

	
}

}

$obj1
 
=
 
new
 
Employee
(
"Танасийчук Степан"
,
 
"web студия"
);

$obj2
 
=
 
new
 
Employee
(
"Кусый Назар"
,
 
"web студия"
);

$obj3
 
=
 
new
 
Employee
(
"Сорока Орест"
,
 
"web студия"
);

$objList
 
=
 
new
 
EmployeeList
();

$objList
->
add
(
$obj1
);

$objList
->
add
(
$obj2
);

$objList
->
add
(
$obj3
);

echo
 
"<pre>"
;

print_r
(
$objList
);

echo
 
"<hr>"
;

$index
 
=
 
$objList
->
getIndexByName
(
"Кусый Назар"
);

$obj4
 
=
 
$objList
->
getEmployer
(
$index
);

print_r
(
$obj4
);

echo
 
"<hr>"
;

$objList
->
setEmployer
(
2
,
 
$obj4
);

print_r
(
$objList
);

echo
 
"</pre>"
;

?>

```

### Python

#### Простой пример
Исходный текст на языке Python
```
#coding: utf-8

#python 3

class
 
A
:

    
def
 
f
(
self
):

        
print
(
'A : вызываем метод f'
)

    
def
 
g
(
self
):

        
print
(
'A : вызываем метод g'
)

class
 
C
:

    
def
 
__init__
(
self
):

        
self
.
_A
 
=
 
A

    
def
 
f
(
self
):

        
return
 
self
.
_A
.
f
(
self
)

    
def
 
g
(
self
):

        
return
 
self
.
_A
.
g
(
self
)

c
 
=
 
C
()

c
.
f
()
 
#A: вызываем метод f

c
.
g
()
 
#A: вызываем метод g

```

### JavaScript

#### Простой пример
```
function
 
A
()
 
{

	
this
.
f
 
=
 
function
()
 
{

		
alert
(
"A: вызываем метод f()"
);

	
};

	
this
.
g
 
=
 
function
()
 
{

		
alert
(
"A: вызываем метод g()"
);

	
};

}

function
 
C
()
 
{

	
var
 
a
 
=
 
new
 
A
();

	
this
.
f
 
=
 
function
()
 
{

		
a
.
f
();

	
};

	
this
.
g
 
=
 
function
()
 
{

		
a
.
g
();

	
};

}

var
 
c
 
=
 
new
 
C
();

c
.
f
();
 
// "A: вызываем метод f()"

c
.
g
();
 
// "A: вызываем метод g()"

```

#### Сложный пример
```
function
 
A
()
 
{

	
this
.
f
 
=
 
function
()
 
{

		
alert
(
"A: вызываем метод f()"
);

	
};

	
this
.
g
 
=
 
function
()
 
{

		
alert
(
"A: вызываем метод g()"
);

	
};

}

function
 
B
()
 
{

	
this
.
f
 
=
 
function
()
 
{

		
alert
(
"B: вызываем метод f()"
);

	
};

	
this
.
g
 
=
 
function
()
 
{

		
alert
(
"B: вызываем метод g()"
);

	
};

}

function
 
C
()
 
{

	
// единожды инстанцируем A и B

	
var
 
a
 
=
 
new
 
A
();
 

	
var
 
b
 
=
 
new
 
B
();

	
var
 
cur
 
=
 
a
;
 
// ссылка на текущий объект с реализацией методов; по умолчанию - A

	

	
this
.
toA
 
=
 
function
()
 
{

		
cur
 
=
 
a
;

	
};

	
this
.
toB
 
=
 
function
()
 
{

		
cur
 
=
 
b
;

	
};

	

	
this
.
f
 
=
 
function
()
 
{

		
cur
.
f
();

	
};

	
this
.
g
 
=
 
function
()
 
{

		
cur
.
g
();

	
};

}

var
 
c
 
=
 
new
 
C
();

c
.
f
();
 
// "A: вызываем метод f()"

c
.
g
();
 
// "A: вызываем метод g()"

c
.
toB
();

c
.
f
();
 
// "B: вызываем метод f()"

c
.
g
();
 
// "B: вызываем метод g()"

```

#### Нетривиальный пример
```
function
 
Employee
(
name
,
 
departament
)
 
{

	
this
.
getName
 
=
 
function
()
 
{

		
return
 
name
;

	
};

	
this
.
getDepartament
 
=
 
function
()
 
{

		
return
 
departament
;

	
};

	
this
.
toString
 
=
 
function
()
 
{

		
// преобразование в строку для удобного дебага

		
return
 
"Сотрудник "
+
 
name
 
+
", "
+
 
departament
;

	
};

}

function
 
EmployeesList
()
 
{

	
var
 
employees
 
=
 
[];

	

	
this
.
add
 
=
 
function
()
 
{

		
// функция принимает произвольное кол-во аргументов

		
for
 
(
var
 
i
=
0
,
 
l
=
arguments
.
length
;
 
i
<
l
;
 
i
++
)
 
{

			
if
 
(
arguments
[
i
].
constructor
 
==
 
Employee
)
 
{

				
employees
.
push
(
arguments
[
i
]);

			
}

		
}

	
};

	
this
.
set
 
=
 
function
(
obj
,
 
index
)
 
{

        
// проверка типа

		
if
 
(
obj
.
constructor
 
==
 
Employee
)
 
{

			
delete
 
employees
[
index
];

			
employees
[
index
]
 
=
 
obj
;

		
}

	
};

	
this
.
remove
 
=
 
function
(
obj
)
 
{

		
for
 
(
var
 
i
=
0
,
 
l
=
employees
.
length
;
 
i
<
l
;
 
i
++
)
 
{

			
if
 
(
employees
[
i
]
==
obj
)
 
{

				
employees
.
splice
(
i
,
 
1
);

				
i
--
;

				
l
--
;

			
}

		
}

	
};

	
this
.
getByIndex
 
=
 
function
(
num
)
 
{

		
return
 
employees
[
num
];

	
};

	
this
.
getIndexByName
 
=
 
function
(
name
,
 
offset
)
 
{

		
// последовательный поиск сотрудника по имени

		
// через аргумент offset можно задавать позицию с которой вести поиск. (по умолчанию 0)

		
// если сотрудник не найден, вернёт -1

		
for
 
(
var
 
i
 
=
 
offset
 
||
 
0
,
 
l
=
employees
.
length
;
 
i
<
l
;
 
i
++
)
 
{

			
if
 
(
employees
[
i
].
getName
()
==
name
)
 
return
 
i
;

		
}

		
return
 
-
1
;

	
};

	
this
.
toString
 
=
 
function
()
 
{

		
// преобразование в строку для удобного дебага

		
var
 
ret
 
=
 
""
;

		
for
 
(
var
 
i
=
0
,
 
l
=
employees
.
length
;
 
i
<
l
;
 
i
++
)
 
{

			
ret
 
+=
 
i
 
+
": "
+
 
employees
[
i
]
 
+
"\n"
;

		
}

		
return
 
ret
;

	
};

}

var
 
o1
 
=
 
new
 
Employee
(
"Танасийчук Степан"
,
 
"web студия"
);

var
 
o2
 
=
 
new
 
Employee
(
"Кусый Назар"
,
 
"web студия"
);

var
 
o3
 
=
 
new
 
Employee
(
"Сорока Орест"
,
 
"web студия"
);

var
 
emps
 
=
 
new
 
EmployeesList
();

emps
.
add
(
o1
,
 
o2
,
 
o3
);
 
// можно добавлять и поодиночке

alert
(
emps
);
 
// "0: Сотрудник Танасийчук Степан, web студия

             
// 1: Сотрудник Кусый Назар, web студия

             
// 2: Сотрудник Сорока Орест, web студия"

var
 
obj4
 
=
 
emps
.
getByIndex
(
 
emps
.
getIndexByName
(
"Кусый Назар"
)
 
);
 
// получаем ссылку на сотрудника

alert
(
obj4
);
 
// "Сотрудник Кусый Назар, web студия"

emps
.
set
(
obj4
,
 
2
);
 
// вместо 2го (от ноля) сотрудника вставляем obj4

alert
(
emps
);
 
// "0: Сотрудник Танасийчук Степан, web студия

             
// 1: Сотрудник Кусый Назар, web студия

             
// 2: Сотрудник Кусый Назар, web студия"

emps
.
remove
(
obj4
);
 
// удаляем сотрудника obj4

alert
(
emps
);
 
// "0: Сотрудник Танасийчук Степан, web студия"

```

### VB.NET

#### Сложный пример
```
Namespace
 
Patterns

    
Interface
 
I

        
Sub
 
f
()

        
Sub
 
g
()

    
End
 
Interface

    
Class
 
A

        
Implements
 
I

        
Public
 
Sub
 
f
()
 
Implements
 
I
.
f

            
System
.
Console
.
WriteLine
(
"A: вызываем метод f()"
)

        
End
 
Sub

        
Public
 
Sub
 
g
()
 
Implements
 
I
.
g

            
System
.
Console
.
WriteLine
(
"A: вызываем метод g()"
)

        
End
 
Sub

    
End
 
Class

    
Class
 
B

        
Implements
 
I

        
Public
 
Sub
 
f
()
 
Implements
 
I
.
f

            
System
.
Console
.
WriteLine
(
"B: вызываем метод f()"
)

        
End
 
Sub

        
Public
 
Sub
 
g
()
 
Implements
 
I
.
g

            
System
.
Console
.
WriteLine
(
"B: вызываем метод g()"
)

        
End
 
Sub

    
End
 
Class

    
Class
 
C

        
Implements
 
I

        
' Создаём объект, методы которого будем делегировать

        
Private
 
i
 
As
 
I
 
=
 
New
 
A
()

        
Public
 
Sub
 
f
()
 
Implements
 
i
.
f

            
i
.
f
()

        
End
 
Sub

        
Public
 
Sub
 
g
()
 
Implements
 
i
.
g

            
i
.
g
()

        
End
 
Sub

        
' Этими методами меняем поле-объект, чьи методы будем делегировать

        
Public
 
Sub
 
toA
()

            
i
 
=
 
New
 
A
()

        
End
 
Sub

        
Public
 
Sub
 
toB
()

            
i
 
=
 
New
 
B
()

        
End
 
Sub

    
End
 
Class

    
Class
 
DelegatePattern

        
Shared
 
Sub
 
Main
()

            
Dim
 
c
 
As
 
New
 
C
()

            
c
.
f
()

            
c
.
g
()

            
c
.
toB
()

            
c
.
f
()

            
c
.
g
()

            
System
.
Console
.
ReadKey
()

        
End
 
Sub

    
End
 
Class

End
 
Namespace

```

#### Нетривиальный пример
```
Imports
 
System.Collections.Generic

Imports
 
System.Linq

Imports
 
System.Text

Namespace
 
Employees

    
''' <summary>

    
''' Класс для хранения данных о сотруднике.

    
''' </summary>

    
Class
 
Employee

        
Private
 
m_name
 
As
 
String

        
Private
 
m_department
 
As
 
String

        
Public
 
Sub
 
New
(
ByVal
 
name
 
As
 
String
,
 
ByVal
 
departament
 
As
 
String
)

            
Me
.
m_name
 
=
 
name

            
Me
.
m_department
 
=
 
departament

        
End
 
Sub

        
''' <summary>

        
''' Имя сотрудника.

        
''' </summary>

        
Public
 
ReadOnly
 
Property
 
Name
()
 
As
 
String

            
Get

                
Return
 
Me
.
m_name

            
End
 
Get

        
End
 
Property

        
''' <summary>

        
''' Отдел работы.

        
''' </summary>

        
Public
 
ReadOnly
 
Property
 
Department
()
 
As
 
String

            
Get

                
Return
 
Me
.
m_department

            
End
 
Get

        
End
 
Property

    
End
 
Class

    
''' <summary>

    
''' Класс для хранения списка сотрудников.

    
''' </summary>

    
Class
 
EmployeesList

        
Private
 
employees
 
As
 
New
 
List
(
Of
 
Employee
)()

        
''' <summary>

        
''' Свойство для получения и записи сотрудника по индексу.

        
''' </summary>

        
''' <param name="index">Индекс сотрудника.</param>

        
''' <returns>Сотрудник.</returns>

        
Default
 
Public
 
Property
 
Item
(
ByVal
 
index
 
As
 
Integer
)
 
As
 
Employee

            
Get

                
Return
 
employees
(
index
)

            
End
 
Get

            
Set
(
ByVal
 
value
 
As
 
Employee
)

                
employees
(
index
)
 
=
 
value

            
End
 
Set

        
End
 
Property

        
''' <summary>

        
''' Добавление нового сотрудника.

        
''' </summary>

        
''' <param name="employee">Новый сотрудник.</param>

        
Public
 
Sub
 
Add
(
ByVal
 
employee
 
As
 
Employee
)

            
employees
.
Add
(
employee
)

        
End
 
Sub

        
''' <summary>

        
''' Удаление существующего сотрудника.

        
''' </summary>

        
''' <param name="employee">Сотрудник для удаления.</param>

        
Public
 
Sub
 
Remove
(
ByVal
 
employee
 
As
 
Employee
)

            
employees
.
Remove
(
employee
)

        
End
 
Sub

        
''' <summary>

        
''' Последовательный поиск сотрудника по имени.

        
''' </summary>

        
''' <param name="name">Имя сотрудника.</param>

        
''' <returns>Индекс сотрудника.</returns>

        
Public
 
Function
 
GetIndexOfEmployeeByName
(
ByVal
 
name
 
As
 
String
)
 
As
 
Integer

            
Dim
 
index
 
As
 
Integer
 
=
 
-
1

            
For
 
i
 
As
 
Integer
 
=
 
0
 
To
 
employees
.
Count
 
-
 
1

                
If
 
employees
(
i
).
Name
 
=
 
name
 
Then

                    
index
 
=
 
i

                    
Exit
 
For

                
End
 
If

            
Next

            
Return
 
index

        
End
 
Function

        
''' <summary>

        
''' Последовательный поиск сотрудника по имени.

        
''' </summary>

        
''' <param name="name">Имя сотрудника.</param>

        
''' <param name="offset">Позиция, с которой следует начинать поиск.</param>

        
''' <returns>Индекс сотрудника.</returns>

        
Public
 
Function
 
GetIndexOfEmployeeByName
(
ByVal
 
name
 
As
 
String
,
 
ByVal
 
offset
 
As
 
Integer
)
 
As
 
Integer

            
Dim
 
index
 
As
 
Integer
 
=
 
-
1

            
For
 
i
 
As
 
Integer
 
=
 
offset
 
To
 
employees
.
Count
 
-
 
1

                
If
 
employees
(
i
).
Name
 
=
 
name
 
Then

                    
index
 
=
 
i

                    
Exit
 
For

                
End
 
If

            
Next

            
Return
 
index

        
End
 
Function

    
End
 
Class

    
Class
 
Program

        
Shared
 
Sub
 
Main
()

            
'Создание списка сотрудников и добавление записей в него

            
Dim
 
empList
 
As
 
New
 
EmployeesList
()

            
empList
.
Add
(
New
 
Employee
(
"Шлёнский Дмитрий"
,
 
"web студия"
))

            
empList
.
Add
(
New
 
Employee
(
"Кусый Назар"
,
 
"web студия"
))

            
empList
.
Add
(
New
 
Employee
(
"Сорока Орест"
,
 
"web студия"
))

            
'Поиск сотрудника Кусый Назар и вывод результата при поиске с начала и со 2-й позиции

            
Console
.
WriteLine
(
empList
.
GetIndexOfEmployeeByName
(
"Кусый Назар"
).
ToString
())

            
Console
.
WriteLine
(
empList
.
GetIndexOfEmployeeByName
(
"Кусый Назар"
,
 
2
).
ToString
())

            
'Поиск и удаление сотрудника Сорока Орест

            
empList
.
Remove
(
empList
(
empList
.
GetIndexOfEmployeeByName
(
"Сорока Орест"
)))

            
Console
.
Read
()

        
End
 
Sub

    
End
 
Class

End
 
Namespace

```